# Tram van Lyon

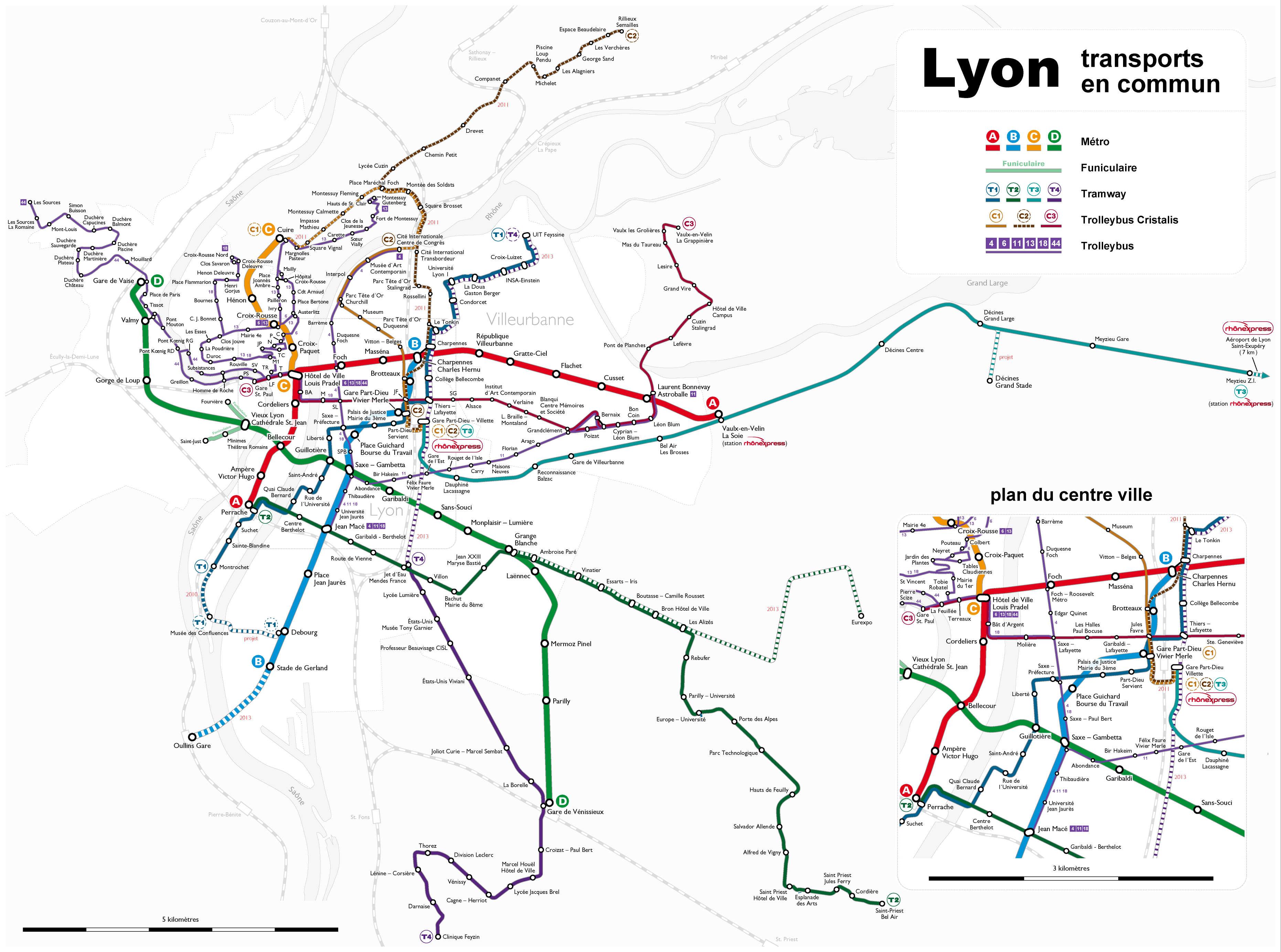
OV-lijnen in en rond Lyon. Situatie in 2009.

Het Tramnetwerk van Lyon is 83,7 km lang, telt zeven tramlijnen en een sneltramlijn, passeert langs 107 stations en is heropend in 2001.

## Geschiedenis
Zoals vele grote steden heeft Lyon een lange en ingewikkelde tramgeschiedenis met stadstrams en voorstadslijnen. De eerste paardentrams reden er vanaf 1879. Het tramnet werd geëlektrificeerd van 1893 tot 1904. De laatste tram op het oude tramnet reed in 1958.

## Lijnen

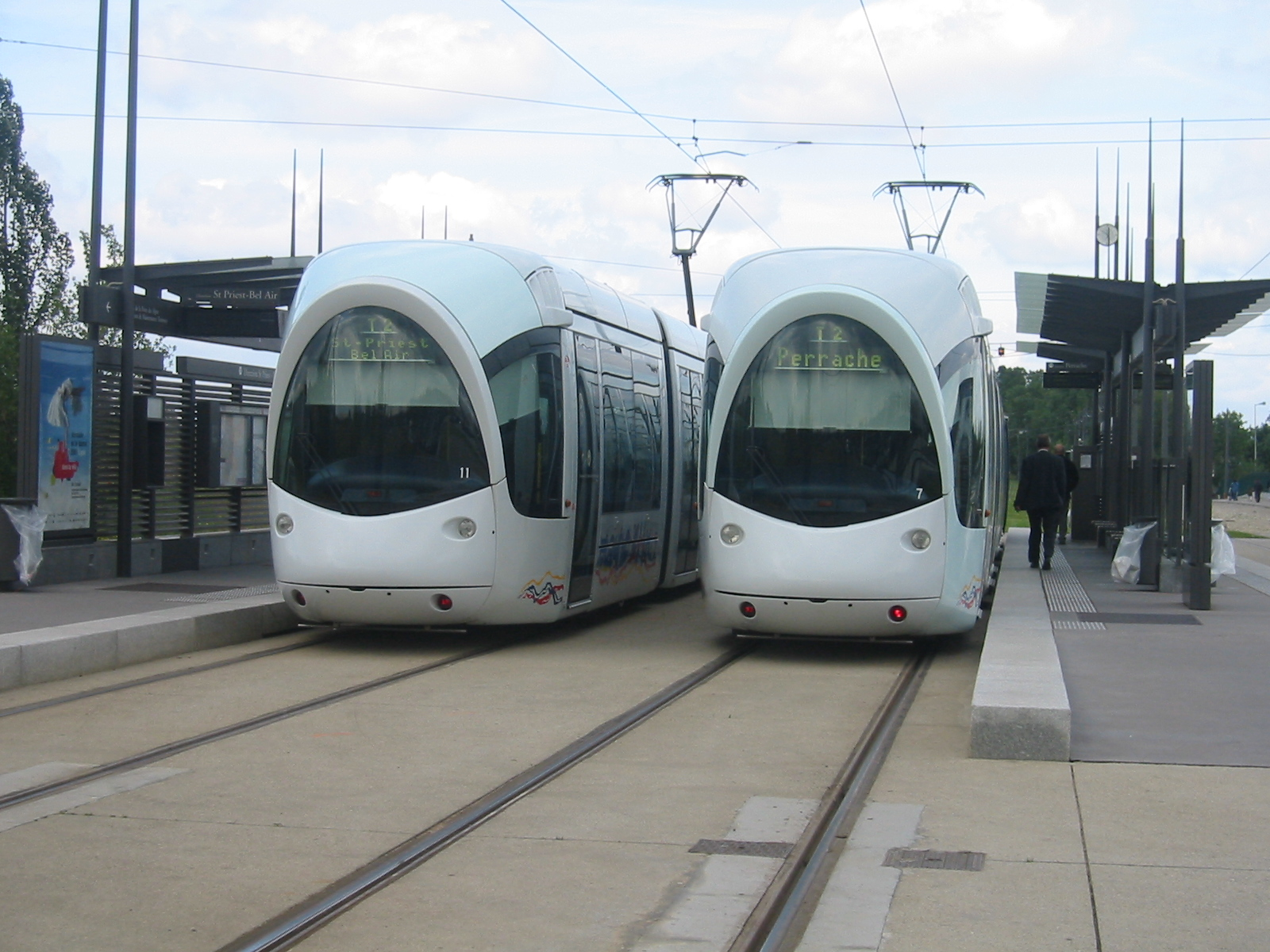
Tram van Lyon bij halte Porte des Alpes

### T1
Lijn 1 is geopend op 2 januari 2001, toen telde de lijn twintig stations, na twee verlengingen in 2005 en 2014 telt de lijn nu 27 stations en heeft een lengte van 9,4 km. Deze tram rijdt van 4:52 tot 0:27 uur.

### T2
Lijn 2, Perrache - St Priest, is net als lijn 1 geopend op 2 januari 2001 tot Porte des Alpes. Is op 27 oktober 2003 verlengd tot St Priest en telt nu 29 stations.

### T3

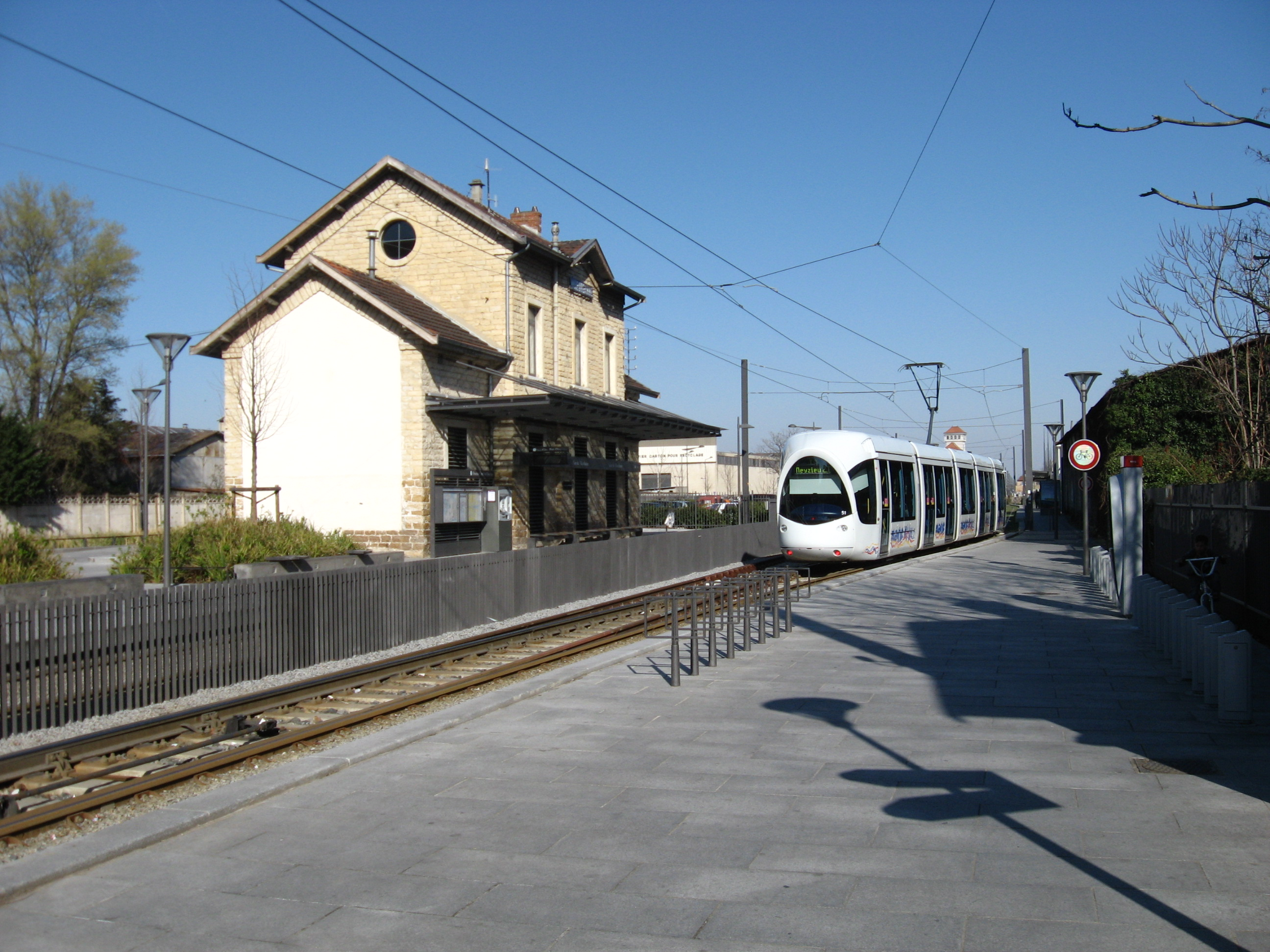
Tram van Lyon bij het vroegere station Villeurbanne van de CFEL spoorlijn.

Lijn 3, Gare Part-Dieu - Meyzieu Z.I, is geopend op 4 december 2006 en telt 10 stations. Lijn 3 heeft in Gare Part-Dieu geen aansluiting met de T1 lijn, daar de T3 aan de oostkant van het station vertrekt, terwijl de T1 langs de westkant rijdt.

### T4
De eerste fase van Lijn 4, cliniques Feyzin tot Jet d'eau (een halte op de T2 lijn), is in april 2009 geopend. In 2013 is de lijn doorgetrokken tot Gare Part-Dieu waarna de tram een gemeenschappelijk traject heeft met tramlijn 1 tot La Doua (in de spits door tot IUT - Feyssine).

### T5
Op 17 november 2012 is de vijfde tramlijn geopend. Vanaf het metrostation Grange Blanche volgt deze nieuwe de route van lijn 2 tot Les Alizés, waarna de lijn een eigen route heeft tot Eurexpo. Later zal deze tramlijn nog verlengd worden tot Chassieu-René-Cassin.

### T6
Op 22 november 2019 is de zesde tramlijn T6 geopend. Deze rijdt van Debourg (eindpunt tramlijn T1) naar Hôpitaux Est - Pinel. Deze tramlijn rijdt enkel in de voorsteden in het Zuiden en Zuidoost
. De verlenging naar het noorden (La Doua) is in aanleg.

### T7
Op 1 februari 2021 is de zevende tramlijn T7 geopend. Deze rijdt van Vaulx-en-Velin - La Soie (metrolijn A eindpunt) naar het het voetbalstadion Parc Olympique Lyonnais. Alleen de laatste halte heeft een eigen traject los van de T3 tramlijn. In de praktijk functioneert de tramlijn als een versterkingslijn van tramlijn T3 en krijgt veel overstappende metroreizigers. Op de openingstijden van het stadion rijdt de tramlijn niet, maar worden zoals vroeger, pendeldiensten naar het stadion ingezet. Veel voetbalfans komen aan via het Lyon Part Dieu, vanwaar dan veel extra (T3) trams worden ingezet. Voor deze tramlijn zijn geen nieuwe tramsporen aangelegd, behalve een specifiek keerspoor bij Vaulx-en-Velin.

### Rhônexpress

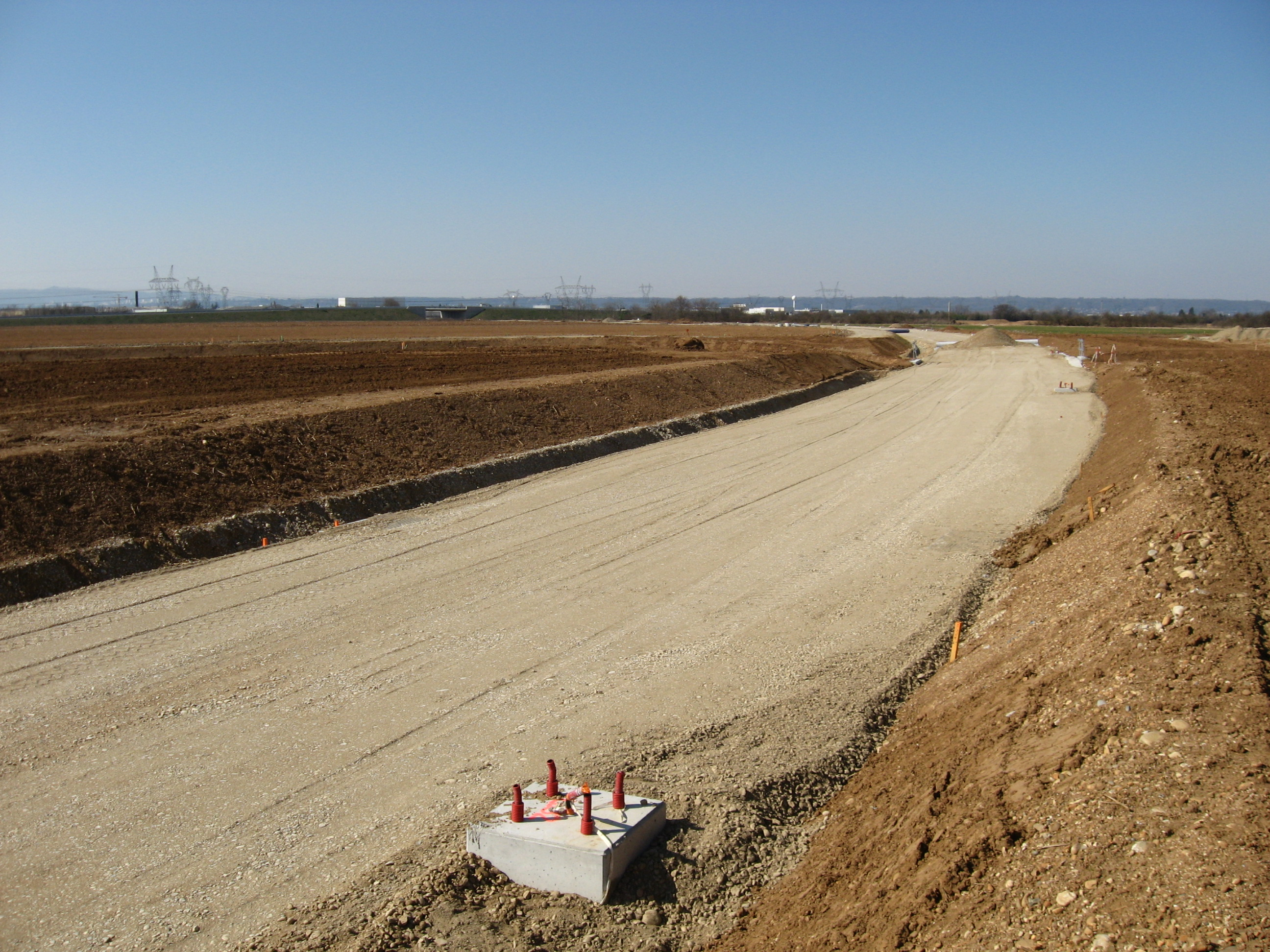
De bouwwerkzaamheden van de tramlijn. Zicht richting Meyzieu.

Dit is de sneltram die van het in het stadscentrum gelegen station Lyon Part-Dieu naar de luchthaven Saint-Exupéry rijdt. De oorspronkelijke naam van het project was: LESLYS (Liaison ExpresS LYon Saint-Exupéry) De trams gebruiken grotendeels de bestaande sporen van de T3 trams. De trams stoppen uitsluitend in "La Soie" en "Meyzieu Z.I". Bij sommige tramhaltes kunnen de sneltrams de reguliere trams inhalen via passeersporen. Voorbij Meyzieu was het oorspronkelijk plan om het tracé van de oude CFEL spoorlijn te gebruiken tot bij de hogesnelheidslijn. De tram zou dan parallel aan de hogesnelheidslijn verlopen tot het TGV station van Saint-Exupéry. In verband met de bezwaren van het dorp Pusignan, waar wel langs gereden zou worden, maar niet gestopt wordt, komt het tracé nu ten zuiden van Pusignan. De lijn wordt getrokken door landbouwgebied en is korter dan het oorspronkelijk tracé, die een omweg maakte om gebruik te kunnen maken van de oude spoorweg. Er is een bouw en concessievergunning verleend aan de Rhônexpress consortium. De vervoerbewijzen van TCL zijn niet geldig zijn op de Leslys trams. Daarentegen zijn wel combinatie kaarten in de verkoop gebracht. De sneltram is op 9 augustus 2010 in gebruik genomen, in 2012 is het definitieve eindpunt bij de luchthaven gereed gekomen. Voor de tramdienst wordt gebruikgemaakt van speciale Tango trams, gebouwd door Stadler Rail met een maximumsnelheid van 100 km/h.

### T9 (project)
Tramlijn T9 is een toekomstige tramlijn die Vaulx-en-Velin - La Soie gaat verbinden met Charpennes - Charles Hernu. De werken aan het traject werden in 2023 aangevat en men hoopt de lijn in 2026 in gebruik te kunnen nemen. T9 heeft een lengte van 11,5 km en 19 haltes en men mikt op een commerciële snelheid over het traject die 36 minuten om het traject te voltooien mogelijk maakt.
Het traject loopt door de gemeenten Villeurbanne (Université Claude-Bernard-Lyon-I, INSA de Lyon, Espace Double Mixte, CNRS, Bibliothèque, ESCPE, Nécropole nationale de la Doua) en Vaulx-en-Velin (Pôle de Loisirs Carré de Soie, Hippodrome Lyon-La Soie, Hôtel de Ville). De lijn zou het metrostation Vaulx-en-Velin - La Soie als een van zijn terminussen hebben. Net als T7 is het een tramlijn die niet door het centrum van Lyon loopt.

### T10 (project)
Tramlijn T10 is een toekomstige tramlijn die de Gare de Vénissieux gaat verbinden met Halle Tony Garnier. De werken aan het traject werden in 2023 aangevat en men hoopt de lijn in 2026 in gebruik te kunnen nemen. T10 heeft een lengte van 7,8 km en 14 haltes en men mikt op een commerciële snelheid over het traject die de 24 minuten om het traject te voltooien mogelijk maakt.
Het traject loopt door het 7e arrondissement van Lyon en door de gemeenten Saint-Fons en Vénissieux en zal via het treinstation Vénissieux en de metrostations Stade de Gerland en Gare de Vénissieux overstapmogelijkheden bieden op andere OV-trajecten in de stad en streek.

### Tram-Train West-Lyon

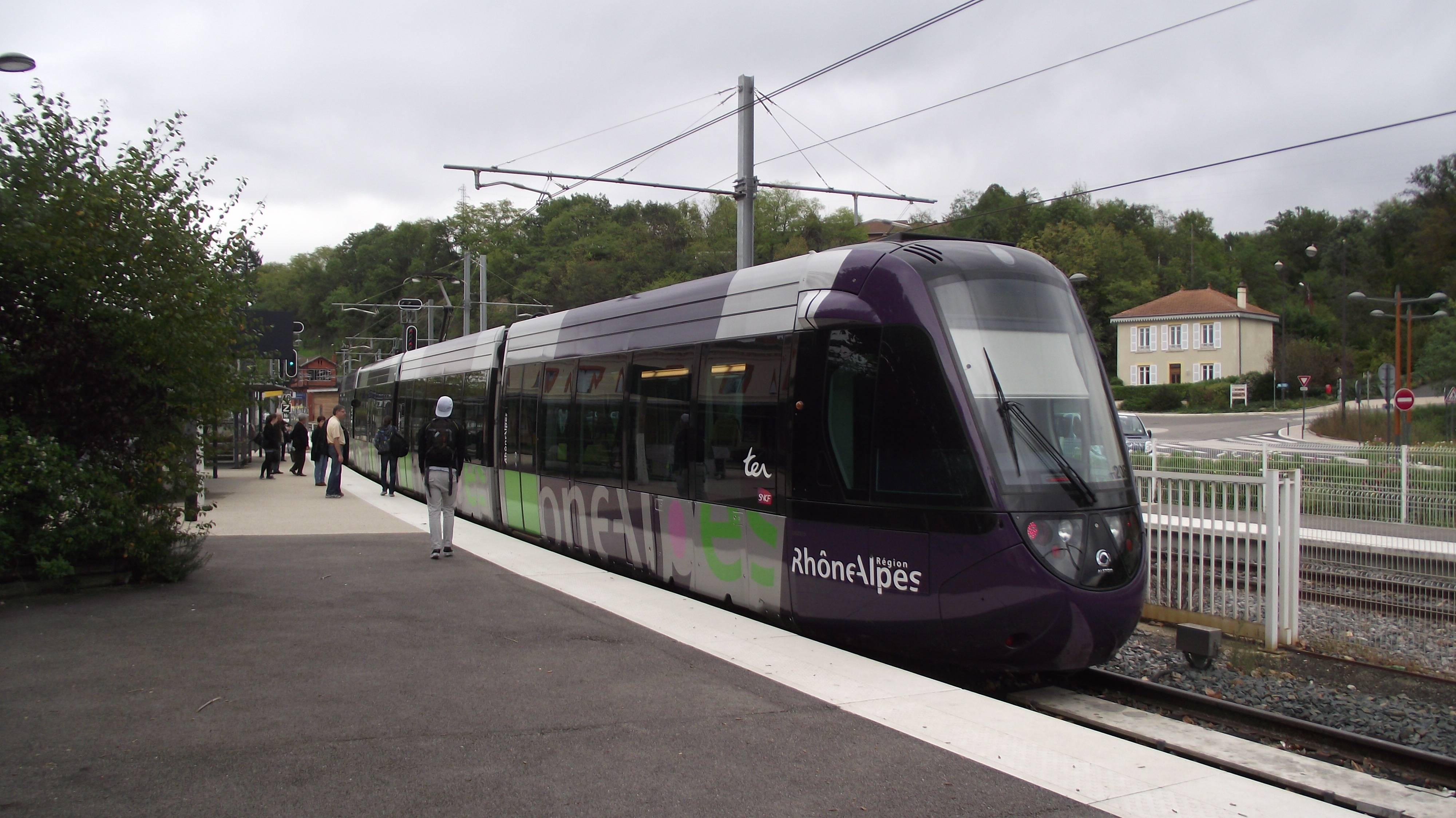
De Citadis Dualis

Ten westen van Lyon zijn de voormalige treindiensten vanaf het station Saint-Paul vertramd. Sinds 2012 worden de diensten op twee spoorlijnen gereden door Citadis Dualis tramtreinen. Bij de ombouw zijn de stations en het materieel flink gemoderniseerd, en werd er veel spoor verdubbeld. De benaming "Tram-Train" is nu niet correct: de tram rijdt de stad niet in, maar rijdt alleen over treinsporen. Echter, met de geplande verlenging van de diensten tot het station Part-Dieu, zal deze benaming wel correct worden.

## Toekomstplannen
In maart 2022, na de coronapandemie, heeft SYSTRAL beslist dat de geplande metro-uitbreidingen er niet komen en dat er in de plaats geïnvesteerd wordt in nieuwe, halfondergrondse expres-tramlijnen.

## Materieel
De vijf tramlijnen worden geëxploiteerd door Citadis 302 trams van de Franse fabrikant Alstom. Voor de drukke tramlijn 3, worden twaalf extra lange Citadis 402 trams ingezet (43,76 meter in plaats van 32,4 meter) Zowel de Rhônexpress als de Tram-Train hebben hun eigen specifiek materieel. De Tram-Train is echter te breed om op de tramlijnen van de stad te rijden.